# Galium aragonesii
Galium aragonesii är en måreväxtart som beskrevs av fader Sennen. Galium aragonesii ingår i släktet måror, och familjen måreväxter.
Artens utbredningsområde är Marocko. Inga underarter finns listade i Catalogue of Life.